# Willy Apitz
Willy Apitz (27 de janeiro de 1916 - 28 de fevereiro de 2004) foi um oficial alemão que serviu na  durante a Segunda Guerra Mundial. Foi condecorado com a Cruz de Cavaleiro da Cruz de Ferro.